# Collix stellata
Collix stellata là một loài bướm đêm trong họ Geometridae.